# DAX-index
De Deutscher Aktienindex, beter bekend onder zijn afkorting DAX, is de voornaamste performance-index van Duitse beursgenoteerde ondernemingen.

## Samenstelling
De DAX werd op 1 juli 1988 door de Frankfurter Wertpapierbörse (FWB®), de "Arbeitsgemeinschaft der Deutschen Wertpapierbörsen" en de "Börsen-Zeitung" ingevoerd.
De DAX weerspiegelt de waardeontwikkeling van de naar marktkapitalisatie en handelsvolume grootste veertig (40), was dertig tot september 2021, beursgenoteerde Duitse ondernemingen. Vanaf oktober 2006 kunnen ook niet-Duitse bedrijven (die hun hoofdactiviteit in Duitsland hebben of waarvan de Frankfurter Wertpapierbörse de voornaamste handelsplaats voor aandelen is) opgenomen worden. Als gevolg hiervan kunnen ook bedrijven met een Europese Vennootschaps-vorm in de DAX opgenomen worden (voorbeeld: het Duitse Allianz AG werd in 2006 omgevormd naar Allianz SE).
De in de index opgenomen aandelen vertegenwoordigen ongeveer 80% van de totale marktkapitalisatie van de Duitse genoteerde aandelen, en ongeveer 85% van het dagelijks handelsvolume in zulke aandelen.
Medio 2020 brak het Wirecard schandaal uit. Korte tijd later is een procedure gestart om de reglementen van de index te herzien. Vanaf 3 september 2021 is de index met 10 beursgenoteerde bedrijven uitgebreid waarmee het totaal op 40 is uitgekomen. De meeste bedrijven kwamen uit de MDAX index, hier is het aantal deelnemers met 10 gedaald naar 50. Verder is de eis toegevoegd dat een bedrijf alleen in de index wordt opgenomen als het in de twee voorgaande boekjaren een positieve EBITDA heeft gerapporteerd. De deelnemers moeten verder ieder jaar en kwartaal een door accountants goedgekeurd financieel verslag publiceren. De eis om een hoofdnotering in Frankfurt te hebben is komen te vervallen. Tot slot wordt de index tweemaal per jaar herzien, in maart en september, en niet langer alleen in september.

## Herziening indexsamenstelling
De samenstelling van de index wordt tweemaal per jaar door de beurscommissie bekeken. De samenstelling wordt bepaald aan de hand van kwalitatieve en kwantitatieve criteria zoals marktkapitalisatie (free float) en handelsvolume. Naast de halfjaarlijkse herziening van de indexsamenstelling vindt er ook een drie-maandelijkse plaats, waarbij uitsluitend de criteria "Fast Entry" en "Fast Exit" toegepast worden.
Sinds maart 2004 worden hierbij de volgende vier regels of stappen gehanteerd:
1. Fast Exit (45/45): Een bedrijf wordt uit de index genomen, en vervangen voor zover het op een van de criteria marktkapitalisatie of handelsvolume een rang bekleedt die groter is dan 45, en er een ander bedrijf is dat op beide criteria een rang van 35 of beter bekleedt.
2. Fast Entry (25/25): Nieuwe waarden worden opgenomen wanneer ze op beide criteria plaats 25 of beter innemen. Verwijderd worden die ondernemingen die op een van beide criteria rang 35 of hoger innemen, en de laagste marktkapitalisatie hebben. Bestaat zo geen onderneming, dan worden die met de kleinste marktkapitalisatie verwijderd.
3. Regular Exit (40/40): Indexwaarden die op beide criteria rang 40 of slechter bekleden worden vervangen zodra een onderneming bestaat die op beide criteria rang 35 of beter bekleedt.
4. Regular Entry (30/30): Waarden die niet opgenomen zijn, maar op beide criteria rang 30 of beter bekleden, worden opgenomen in zoverre er een indexwaarde bestaat die op een van beide criteria plaats 35 of groter inneemt.

Indien bij de toepassing van de hierboven vermelde regels meerdere bedrijven voor opname in aanmerking komen, wordt dat bedrijf opgenomen dat, op basis van de gemiddelde slotkoersen van de laatste 20 handelsdagen, de grootste marktkapitalisatie heeft.

## Berekening
Basis (index 1000) voor de indexberekening zijn de slotkoersen d.d. 30 december 1987 van de bedrijven die bij de invoering van de index er deel van uitmaakten. Historische indexwaardes werden tot 1959 herberekend.
De index wordt op de handelsdagen elke 15 seconden nieuw berekend op basis van de koersen in het elektronische handelssysteem Xetra. De berekening begint om 9.00 uur, en wordt gepubliceerd zodra een dagkoers voor 20 bedrijven voorligt. De laatste berekening van de dag wordt om 17.30 uur gemaakt op basis van de koersen van de afsluitende Xetra-veiling. Nadien, en tot 20.00 uur wordt de L-DAX ('Late DAX) berekend op basis van de vloerhandel.
Het is een performance-index. Dit wil zeggen dat niet alleen met de koersen van de opgenomen aandelen, maar dat de door de deze ondernemingen uitbetaalde dividenden geherinvesteerd worden.

### Koersverloop
| Jaar | Jaareinde stand in punten | Verandering in punten | Verandering in % |
| ---- | ------------------------- | --------------------- | ---------------- |
| 2000 | 6433,61                   | −524,53               | −7,5             |
| 2001 | 5160,10                   | −1273,51              | −19,8            |
| 2002 | 2892,63                   | −2267,47              | −43,9            |
| 2003 | 3965,16                   | 1072,53               | 37,1             |
| 2004 | 4256,08                   | 290,92                | 7,3              |
| 2005 | 5408,26                   | 1152,18               | 27,1             |
| 2006 | 6596,92                   | 1188,66               | 22,0             |
| 2007 | 8067,32                   | 1470,40               | 22,3             |
| 2008 | 4810,20                   | −3257,12              | −40,4            |
| 2009 | 5957,43                   | 1147,23               | 23,9             |
| 2010 | 6914,19                   | 956,76                | 16,1             |
| 2011 | 5898,35                   | −1015,84              | −14,7            |
| 2012 | 7612,39                   | 1714,04               | 29,1             |
| 2013 | 9552,16                   | 1939,77               | 24,8             |
| 2014 | 9805,55                   | 253,39                | 2,7              |
| 2015 | 10.743,01                 | 937,46                | 9,6              |
| 2016 | 11.481,06                 | 738,05                | 6,9              |
| 2017 | 12.917,64                 | 1436,58               | 12,5             |
| 2018 | 10.558,96                 | −2358,68              | −18,3            |
| 2019 | 13.249,01                 | 2690,05               | 25,5             |
| 2020 | 13.718,78                 | 469,77                | 3,6              |
| 2021 | 15.884,86                 | 2166,08               | 15,8             |
| 2022 | 13.923,59                 | −1961,27              | −12,4            |
| 2023 | 16.751,64                 | 2828,05               | 20,3             |

## Neven-indexen
De Dax heeft drie neven-indexen, geconcentreerd op verschillende segmenten van de markt
- MDAX
- TecDAX = 30 grootste technologiebedrijven van Duitsland
- ÖkoDAX= bedrijven actief in de sector duurzame energie

## Trivia
- De VDAX is een index die de verwachte volatiliteit aangeeft van de DAX index.